# Time for Bedlam (EP)
Time for Bedlam è un EP dei Deep Purple pubblicato il 3 febbraio 2017 dalla earMUSIC.

## Storia
Il disco, uscito in edizione limitata, è stato pubblicato lo stesso giorno del singolo Time for Bedlam (da cui prende il titolo) ed ha anticipato l'uscita del 20º album in studio Infinite, pubblicato il 7 aprile 2017. L'EP è composto da 4 brani che comprendono l'omonimo singolo, il brano inedito Paradise Bar non inserito nell'album Infinite, una rivisitazione del brano Uncommon Man (inserito nel precedente album Now What?! del 2013) in versione strumentale e infine una versione di Hip Boots differente da quella inserita nell'album Infinite.

## Tracce
1. Time for Bedlam - 4:36
2. Paradise Bar (Non Album Track) - 4:10
3. Uncommon Man (Previously Unreleased Instrumental Version) - 6:58
4. Hip Boots (Rehearsal, Ian Paice's Recording) - 4:00

## Formazione
- Ian Paice – batteria (traccia 4)
- Ian Gillan – voce
- Roger Glover – basso
- Steve Morse – chitarra
- Don Airey – tastiere